# İpek Çiçek
İpek Çiçek (* 26. März 1999 in Istanbul) ist eine türkische Schauspielerin.

## Leben und Karriere
İpek Çiçek wurde am 26. März 1999 in Istanbul geboren. Sie studierte an der İstanbul Bilgi Üniversitesi. Ihr Debüt gab sie 2017 in dem Film Dört Köse. Danach bekam sie 2019 eine Rolle in der Fernsehserie Elimi Bırakma. Anschließend wurde Çiçek 2020 für die Serie Muciue Doktor gecastet. Im selben Jahr trat sie in Gençliğim Eyvah auf. Unter anderem spielte sie in Mitternacht im Pera Palace mit. Außerdem war Çiçek 2023 in Aile zu sehen. Seit 2023 spielt sie in der Serie The Actress die Hauptrolle.

## Filmografie (Auswahl)

### Filme
- 2017: Dört Köse

### Serien
- 2019: Elimi Bırakma
- 2020: Mucize Doktor
- 2020: Gençliğim Eyvah
- 2020: Çocukluk
- 2020: Mitternacht im Pera Palace (Pera Palas'ta Gece Yarısı)
- 2023: Aile
- seit 2023: The Actress (Aktris)